# Франк Куглер
Франк Ксавьєр Куглер або Френк Канглер (англ. Frank Xaver Kugler) — німецький борець і важкоатлет, чотириразовий призер Олімпійських ігор 1904 року.
На ІІІ літніх Олімпійських іграх у Сент-Луїсі (США) у складі збірної команди Німеччини виступав у змаганнях з вільної боротьби та важкої атлетики.
У фінальному двобої змагань з вільної боротьби поступився норвежцю Бернгоффу Гансену.
У змаганнях важкоатлетів виборов дві бронзові олімпійські медалі: у поштовху двома руками з результатом 79.61 кг та у багатоборстві на гантелях.
У складі американської команди «Southwest Turnverein of Saint Louis № 2» також посів третє місце в змаганнях з перетягування канату.
У 1913 році прийняв громадянство США.